# Art insulaire

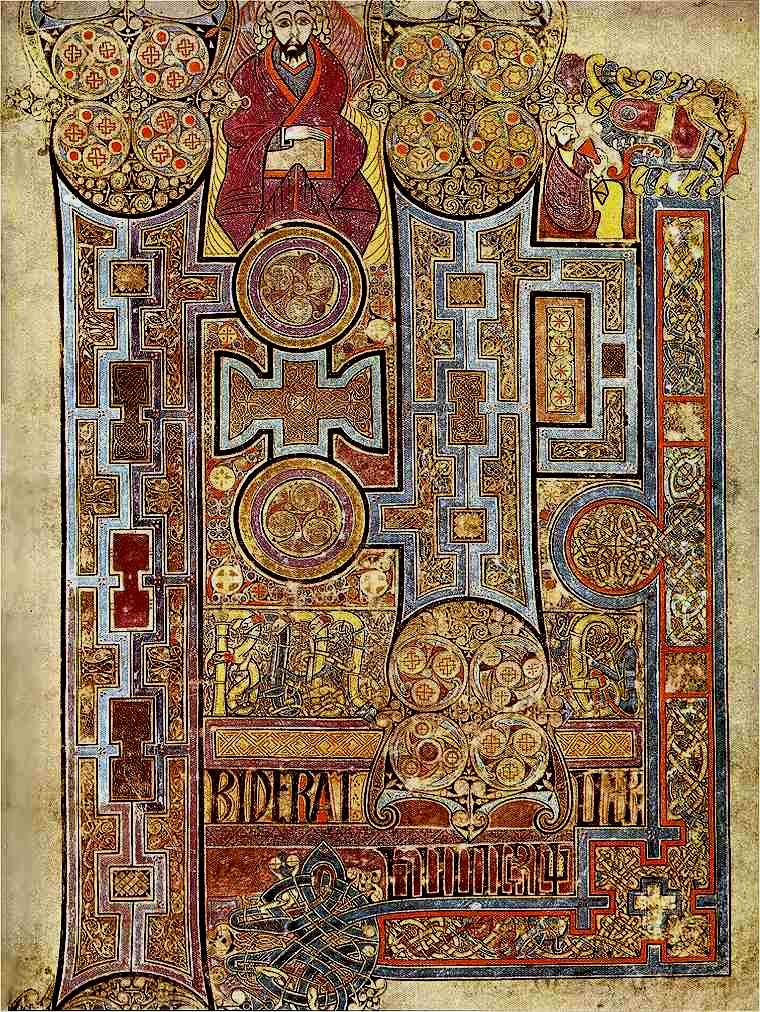
Page (folio 292r) du Livre de Kells contenant le texte richement décoré qui ouvre lÉvangile selon Jean.

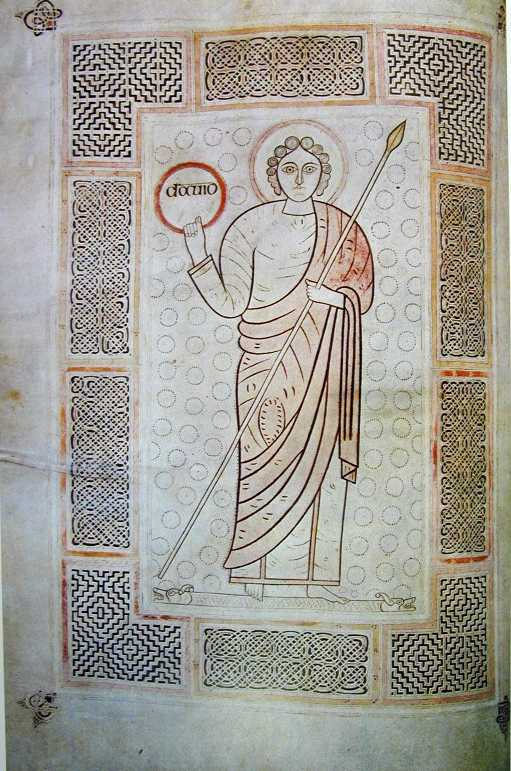
David du Cassiodore de Durham, début du VIIIe siècle, ? Jarrow.

L'art insulaire, également connu sous le nom d'art hiberno-saxon, a été produit en Grande-Bretagne post-romaine. Le terme dérive de insula, le terme latin pour « île » ; à cette époque, la Grande-Bretagne et l'Irlande (île) partagent un style largement commun différent de celui du reste de l'Europe. Les historiens de l'art regroupent généralement l'art insulaire dans le mouvement artistique de la période de l'art des migrations, ainsi que de l'art occidental du Haut Moyen Âge. C'est la combinaison de ces deux traditions qui donne au style son caractère particulier.
La plupart des arts insulaires proviennent du mouvement monastique irlandais du christianisme celtique, ou de la ferronnerie pour l'élite laïque. La période commence vers 600 avec la combinaison des styles de l'art celte et de l'art anglo-saxon. Une caractéristique distinctive majeure est la décoration d'entrelacs, en particulier telle qu'on la trouve à Sutton Hoo, en Est-Anglie. Ceci s'applique à la décoration de nouveaux types d'objets pour la plupart copiés du monde méditerranéen, principalement le codex ou le livre (aucun manuscrit n'est généralement daté avant 600, mais certains bijoux, principalement irlandais, sont datés du VIe siècle. Les débuts de l'histoire de la ferronnerie anglo-saxonne sont dominés par les découvertes du début du VIIe siècle à Sutton Hoo, mais il est clair qu'elles étaient le produit d'une tradition bien établie dont seules des pièces plus petites survivent. Les premières pierres pictes peuvent cependant dater du Ve siècle).
La plus belle période du style a pris fin du fait des désordres dans les centres monastiques et dans la vie aristocratique causés par l'expansion viking qui a commencé à la fin du VIIIe siècle. Celle-ci présume avoir interrompu le travail sur le Livre de Kells, et aucun Évangile ultérieur n'est aussi fortement ou finement enluminé que les chefs-d'œuvre du VIIIe siècle. En Angleterre, le style a fusionné avec l'art anglo-saxon vers 900, tandis qu'en Irlande, le style s'est poursuivi jusqu'au XIIe siècle, date à laquelle il a fusionné avec l'art roman. L'Irlande, l'Écosse et le royaume de Northumbrie dans le nord de l'Angleterre sont les centres les plus importants, mais des exemples ont été trouvés également dans le sud de l'Angleterre, au Pays de Galles (le tardif Ricemarch Psalter est certainement d'origine galloise, et beaucoup pensent que les Évangiles Hereford, beaucoup plus anciens, sont gallois ; le Book of Deer du Xe siècle, le plus ancien manuscrit en gaélique écossais, est un produit insulaire de l'est de l'Écosse) et en Europe continentale, notamment en Gaule, dans des centres fondés par les missions hiberno-écossaises et les missions anglo-saxonnes. L'influence de l'art insulaire a affecté tout l'art médiéval européen ultérieur, en particulier dans les éléments décoratifs des manuscrits romans et gothiques.
Les exemples survivants de l'art insulaire sont principalement des enluminures, des ouvrages en métal et des gravures dans la pierre, en particulier des hautes croix. Les surfaces sont très décorées avec des motifs complexes, sans essayer de donner une impression de profondeur, de volume ou de récession. Les meilleurs exemples incluent le Livre de Kells, les Évangiles de Lindisfarne, le Livre de Durrow, des broches telles que la broche de Tara et la croix de Ruthwell. Les pages tapis sont une caractéristique des manuscrits insulaires, bien que les lettrines historiées (une invention insulaire), les canons eusébiens et les miniatures figuratives, en particulier les portraits des évangélistes, soient également courants.

## Utilisation du terme
Le terme est dérivé de son utilisation pour l'écriture insulaire, citée pour la première fois par l'Oxford English Dictionary (OED) en 1908, et est également utilisé pour le groupe des langues celtiques insulaires par les linguistes. Initialement utilisé principalement pour décrire le style de décoration des manuscrits enluminés, qui sont certainement le type d'objets majeurs survivants le plus nombreux utilisant ce style, il est maintenant plus largement utilisé dans tous les arts. Il a l'avantage de reconnaître l'unité des styles à travers la Grande-Bretagne et l'Irlande, tout en évitant l'utilisation du terme îles Britanniques, un sujet sensible en Irlande, et en contournant également les arguments sur les origines du style, et le lieu de création d'œuvres spécifiques, qui étaient souvent féroces au XXe siècle et peuvent renaître au XXIe siècle.
Certaines sources distinguent une « période plus large entre le Ve et le XIe siècle, du départ des Romains aux débuts du style roman » et une « phase plus spécifique du VIe au IXe siècle, entre la conversion au christianisme et les implantations Vikings ». CR Dodwell, d'autre part, dit qu'en Irlande « le style insulaire a continué presque incontesté jusqu'à l'invasion normande de l'Irlande de 1170 ; en effet des exemples sont connus même jusqu'aux XIIIe et XIVe siècles ».

## Décoration insulaire

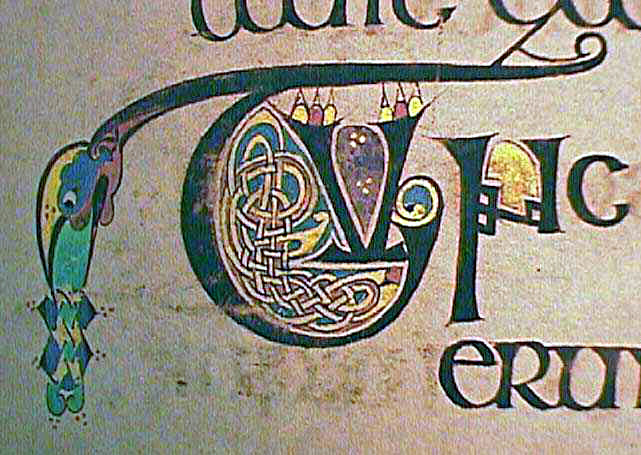
Une des centaines de petites initiales du Livre de Kells.

Le style insulaire est surtout connu pour sa décoration très dense, complexe et imaginative, qui reprend des éléments de plusieurs styles antérieurs. L'art celte tardif de l'âge du fer ou « art celte ultime » a donné l'amour des spirales, triskèles, cercles et autres motifs géométriques. Ceux-ci ont été combinés avec des formes animales provenant probablement principalement de la version germanique du style animalier eurasien général, mais aussi de l'art celte, où les têtes terminant les spirales étaient courantes. L'entrelacs est utilisé par ces deux traditions, ainsi que par l'art romain (par exemple dans les mosaïques au sol), d'autres influences sont possibles telles que l'art copte ; son utilisation a été portée à de nouveaux niveaux dans l'art insulaire, où il a été combiné avec les autres éléments déjà mentionnés.
Il n'existe aucune tentative de représenter la profondeur dans la peinture manuscrite, tout en mettant l'accent sur une surface aux motifs brillants. Dans les premières œuvres, la figure humaine est représentée de la même manière géométrique que les figures animales, mais les reflets d'un style de figure classique se sont répandus au fil de la période, probablement principalement des régions anglo-saxonnes du sud, bien que les régions du nord aient également eu des contacts directs avec le Continent. Les origines du format global du page tapis ont souvent été liées aux mosaïques de sol romaines, aux tapis coptes et aux peintures manuscrites, sans qu'un consensus général soit advenu entre les érudits.

## Contexte

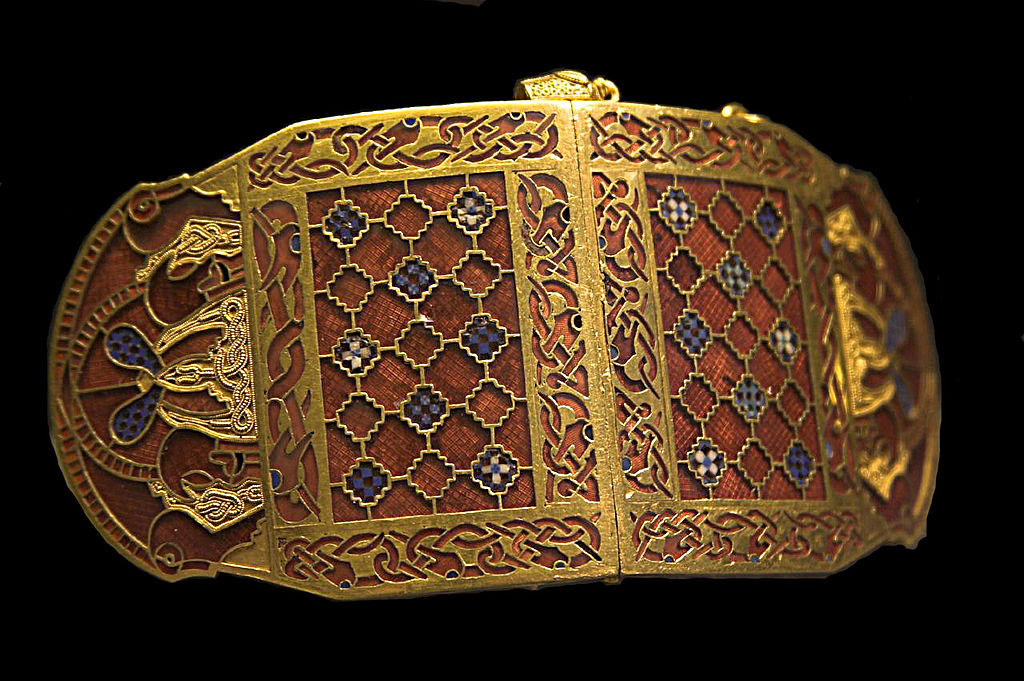
Anciennes agrafes anglo-saxonnes de Sutton Hoo, début VIIe siècle. Verre or, grenat et millefiori.

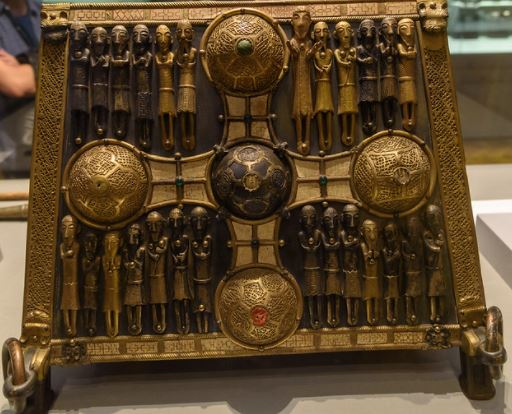
Façade du reliquaire de Saint Manchan du XIIe siècle.

Contrairement à l'art byzantin contemporain, et à celui de la plupart des grandes périodes, l'art insulaire n'est pas issu d'une société où les influences stylistiques communes se sont réparties sur un grand nombre de types d'objets en art, arts appliqués et arts décoratifs. Dans toutes les îles, la société était effectivement entièrement rurale, les bâtiments étaient rudimentaires et l'architecture ne connait pas de style insulaire. Bien que des objets apparentés dans de nombreux autres médias périssables aient certainement existé et n'aient pas survécu, il est clair que les mécènes insulaires, tant religieux que laïcs, attendaient des objets individuels d'une virtuosité éblouissante en raison notamment du manque de sophistication visuelle du monde dans lequel ils étaient vus. 
Les élites cléricales et laïques étaient souvent très étroitement liées, surtout en Irlande  ; certaines abbayes irlandaises ont été tenues pendant des générations au sein d'un petit groupe de parenté. L'Irlande était divisée en très petits « royaumes », trop nombreux pour que les historiens puissent en garder une trace, tandis qu'en Grande-Bretagne, il y avait un plus petit nombre de royaumes généralement plus grands. Les élites celtiques (irlandaises et pictes) et anglo-saxonnes avaient de longues traditions de travail du métal de la plus haute qualité, dont une grande partie était utilisée pour la parure personnelle de l'élite des deux sexes. Le style insulaire naît de la rencontre de leurs deux styles, le style animalier celtique et anglo-saxon, dans un contexte chrétien, et avec une certaine conscience du style de l'antiquité tardive. Cela était particulièrement vrai dans leur application au livre, qui était un nouveau type d'objet pour les deux traditions, ainsi que pour le travail du métal.
Le rôle du royaume de Northumbrie dans la formation du nouveau style semble avoir été crucial. Le royaume anglo-saxon le plus au nord a continué à s'étendre dans des zones avec des populations celtiques, mais laissant souvent ces populations en grande partie intactes dans des zones telles que Dál Riata, Elmet et le royaume de Strathclyde. Le monastère irlandais d'Iona a été créé par saint Colomba d'Iona (Colum Cille) en 563, lorsque Iona faisait partie du Dál Riata qui comprenait un territoire à la fois en Irlande et en Écosse moderne. Bien que la première conversion d'un roi de Northumbrie, celle d'Edwin (roi de Northumbrie) en 627, ait été effectuée par le clergé de la mission grégorienne du Kent, c'est le christianisme celtique d'Iona qui a d'abord été le plus influent en Northumbrie, fondant Lindisfarne sur la côte orientale en tant que satellite en 635. Cependant le Northumbrie est resté en contact direct avec Rome et d'autres centres monastiques importants ont été fondés par Wilfrid et Benoît Biscop qui s'en référaient à Rome et au concile de Whitby ; les pratiques romaines ont été retenues, alors que le contingent d'Iona en est sorti, n'adoptant pas la Pâques romaine jusqu'en 715.
Ce qui s'était finalement installé dans un large consensus quant aux origines du style peut être perturbé par l'évaluation du grand nombre de trouvailles de ferronnerie décorée du trésor du Staffordshire, trouvé en 2009, et dans une moindre mesure dans la sépulture princière de Prittlewell en Essex, découverte en 2003.

## Ferronnerie insulaire

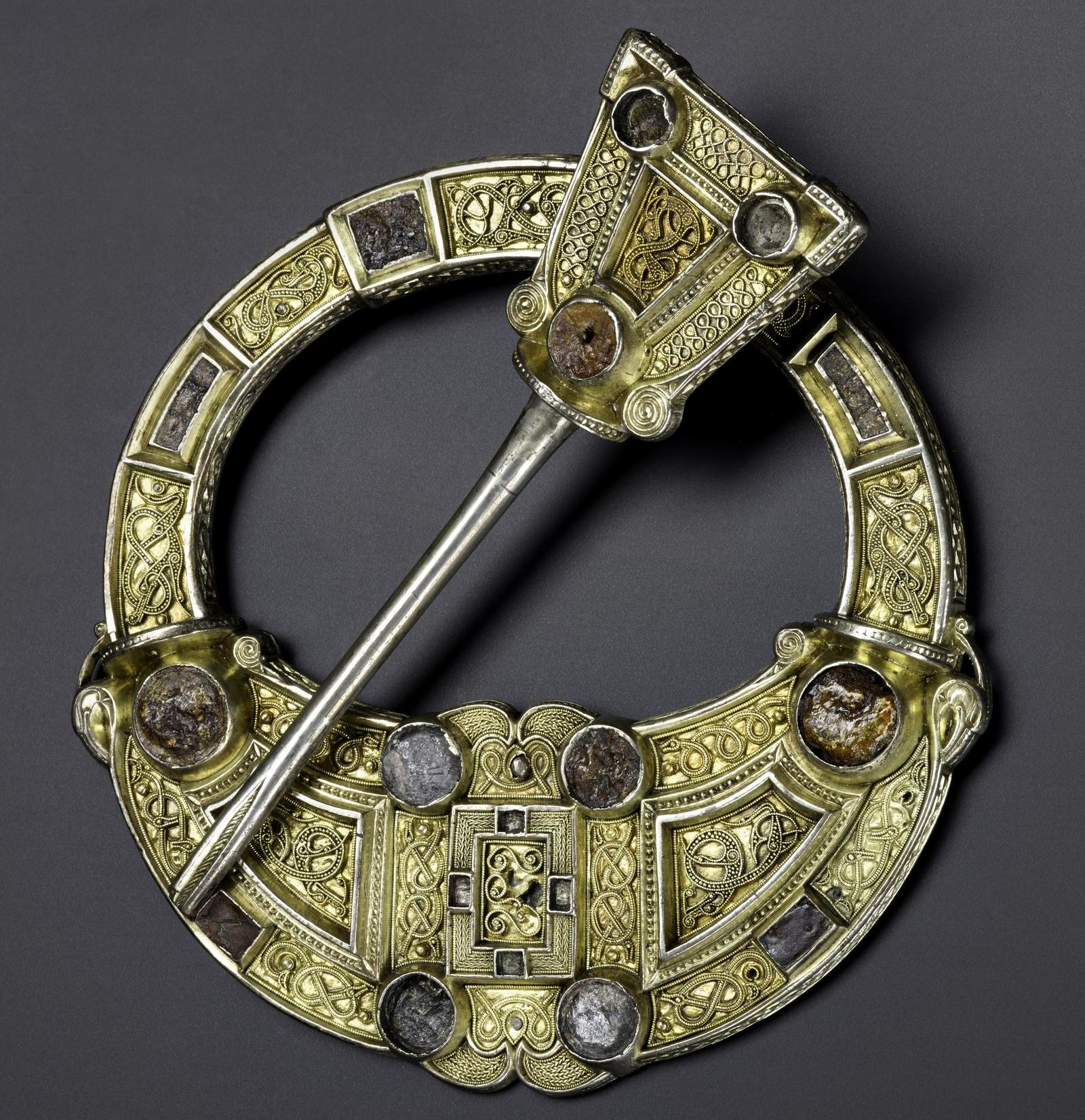
Broche Hunterston, irlandaise, vers 700, coulée en argent, montée avec une décoration d'or, d'argent et d'ambre.

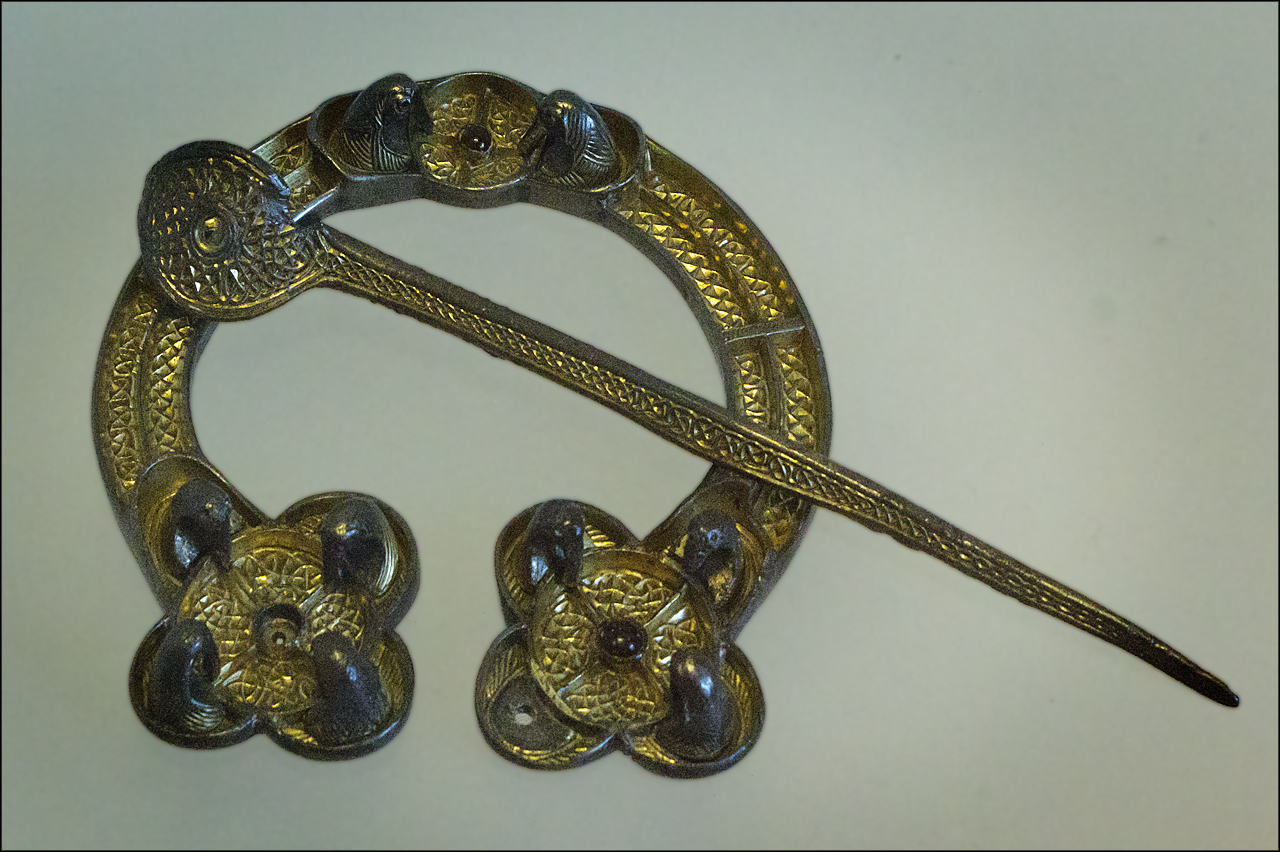
Broche Rogart, grande broche celtique d'origine picte, VIIIe siècle, écossaise.

Le christianisme a découragé l'enterrement des objets funéraires de sorte que, au moins chez les es Anglo-Saxons, il existe un plus grand nombre de survivances pré-chrétiennes que celles des périodes ultérieures. La majorité des exemples qui survivent à la période chrétienne ont été trouvés dans des contextes archéologiques qui suggèrent qu'ils ont été rapidement cachés, perdus ou abandonnés. Il reste quelques exceptions, notamment les bras en forme de reliquaires, comme le reliquaire du Bras de Saint Lachtin et des reliquaires en forme de livres (« cumdachs ») et de maison dont plusieurs ont toujours été détenus, principalement par des églises du continent, bien que le reliquaire de Monymusk soit toujours resté en Écosse.
En général, il est clair que la plupart des survivances ne sont que des hasards, et que subsistent que des fragments de certains types d'objets, en particulier les plus grands et les moins transportables. Les survivances de la plus haute qualité sont soit des bijoux séculaires, les pièces les plus grandes et les plus élaborées probablement pour les hommes, soit de la vaisselle ou des objets d'autel dans des styles apparemment très similaires - certaines pièces ne peuvent pas être attribuées en toute certitude à l'autel ou à la table à manger royale. Il semble possible, voire probable, que les plus belles pièces d'église aient été réalisées par des ateliers séculiers, souvent rattachés à une maison royale, bien que d'autres pièces aient été réalisées par des ateliers monastiques. Les preuves suggèrent que les métallurgistes irlandais ont produit la plupart des plus belles pièces, cependant les découvertes de la sépulture royale à Sutton Hoo, à l'extrême est de l'Angleterre et au début de la période, sont aussi fines dans la conception et l'exécution que n'importe quelle autre pièce irlandaise. A l'exception d'ateliers au milieu de la période médiévale tardive, l'artisan n'a peut-être pas toujours été responsable de la conception complète des ouvrages, par exemple l'exécution de parties du calice d'Ardagh témoigne d'un manque de compétence par rapport au reste de l'ouvrage.
Il existe un certain nombre de grandes broches celtiques, dont plusieurs de qualité comparable à la Broche de Tara. Presque toutes se trouvent au British Museum, au Musée national d'Irlande, au Musée national d'Écosse ou dans des musées locaux des îles. Leurs conceptions sont entièrement individuelles dans les détails ; la fabrication est variée techniquement et superbe qualitativement. De nombreux éléments des dessins peuvent être directement liés aux éléments utilisés dans les manuscrits. Presque toutes les nombreuses techniques connues dans le travail du métal se retrouvent dans le travail insulaire. Les pierres survivantes utilisées en décoration sont des pierres semi-précieuses, dont l'ambre et le quartz (minéral) parmi les plus courantes, et quelques grenats. Le verre coloré, l'émail et le millefiori, probablement importés, sont également utilisés, comme visible dans la broche Ballinderry de la fin du VIe siècle.
La plaque de crucifixion de Rinnegan en bronze doré (NMI, fin du VIIe ou début du VIIIe siècle) est la plus connue d'un groupe de neuf plaques métalliques irlandaises classifiées avec des crucifixions, et son style est comparable à celui des figures de nombreuses hautes croix ; elle peut très bien provenir d'une couverture de livre ou faire partie d'une façade d'autel plus grande ou d'une haute croix.

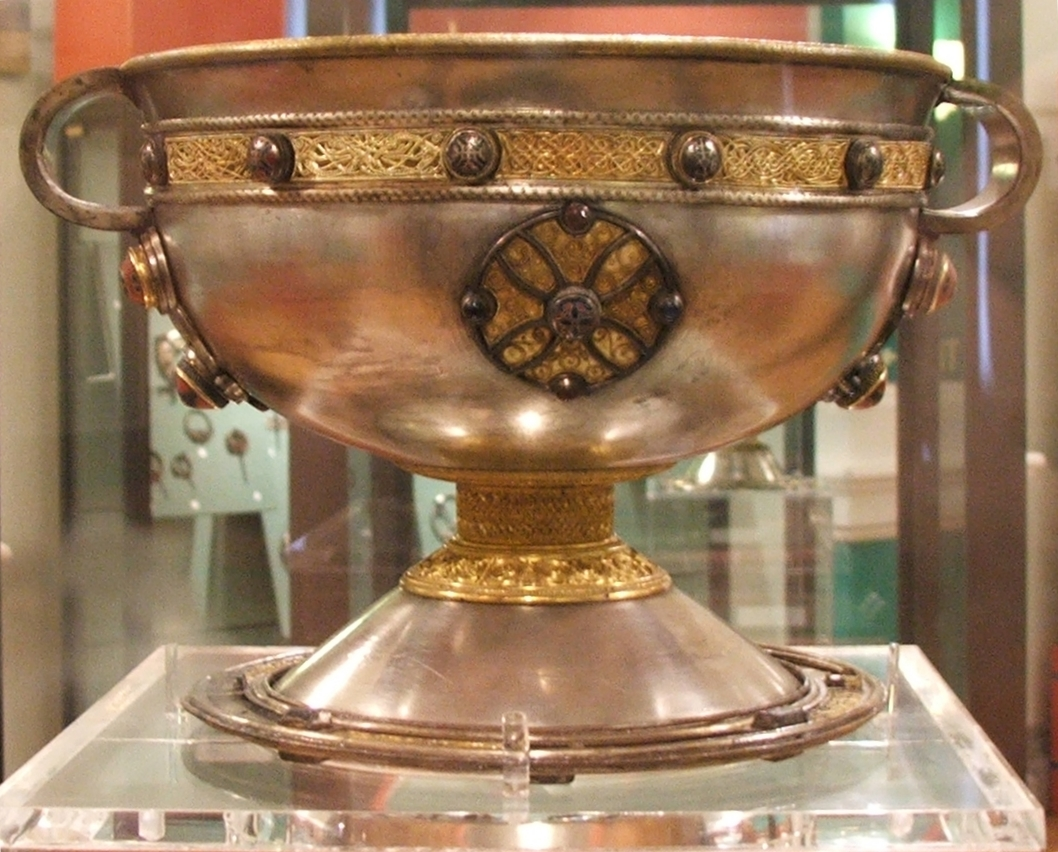
Calice d'Ardagh, vers 750 ?.

Le calice d'Ardagh et le calice du trésor de Derrynaflan, la patène avec support, passoire et bassin (découverts seulement en 1980) sont les pièces d'orfèvrerie d'église les plus remarquables à avoir survécu (seulement trois autres calices, et aucune autre patène, ont survécu). On pense que ces pièces datent du VIIIe ou du IXe siècle, mais la plupart des datations de la ferronnerie sont incertaines et proviennent en grande partie de la comparaison avec des manuscrits. Il ne reste que des fragments de ce qui était probablement de gros meubles d'église, probablement avec des ferronneries sur des cadres en bois, tels que des reliquaires, des croix et d'autres objets. La crosse épiscopale insulaire a une forme distinctive ; les survivantes, telles que la crosse de Kells et la crosse Lismore, semblent toutes être irlandaises ou écossaises, et datent d'assez tard dans la période insulaire. Ces œuvres ultérieures, qui incluent également la crosse River Laune et les crosses de Clonmacnoise du XIe siècle, sont fortement influencées par l'art viking et présentent des entrelacs dans le style Ringerike,. La croix de Cong est une croix de procession irlandaise du XIIe siècle et un reliquaire qui montre une décoration insulaire, peut-être ajouté dans un esprit délibérément revivaliste.
L'aménagement d'une grande église abbatiale à l'époque insulaire reste difficile à imaginer ; une chose qui semble claire est que les manuscrits les plus entièrement décorés étaient traités comme des objets décoratifs à exposer plutôt que comme des livres à étudier. Le plus décoré de tous, le Livre de Kells, comporte plusieurs erreurs non corrigées, les titres de texte nécessaires pour rendre les tables du canon biblique utilisables n'ont pas été ajoutés, et lorsqu'il fut volé en 1006 pour sa couverture en métaux précieux, il fut pris à la sacristie, pas à la bibliothèque. Le livre a été récupéré, mais pas la couverture, comme cela s'est également produit avec le Livre de Lindisfarne. Aucun des principaux manuscrits insulaires n'a conservé ses couvertures en métal ornées de bijoux, mais il n'existe pas de preuves documentaires qu'elles étaient aussi spectaculaires que les quelques exemples continentaux conservés (le Livre de Dimma du VIIIe siècle a une belle couverture du XIIe siècle). La couverture arrière en métal réutilisé des Évangiles de Lindau (maintenant à la Morgan Library and Museum, New York) a été réalisée dans le sud de l'Allemagne à la fin du VIIIe ou au début du IXe siècle, sous une forte influence insulaire, et est peut-être la meilleure indication comme à l'apparence des couvertures originales des grands manuscrits insulaires, bien qu'une pièce d'or et de grenat du trésor du Staffordshire anglo-saxon, trouvée en 2009, puisse être le coin d'une couverture de livre. Le dessin du Lindau est dominé par une croix, mais toute la surface du couvercle est décorée avec des panneaux d'entrelacs entre les bras de la croix. L'émail cloisonné montre une influence italienne et ne se trouve pas dans les œuvres des patries insulaires, mais l'effet global ressemble beaucoup à un tapis page.

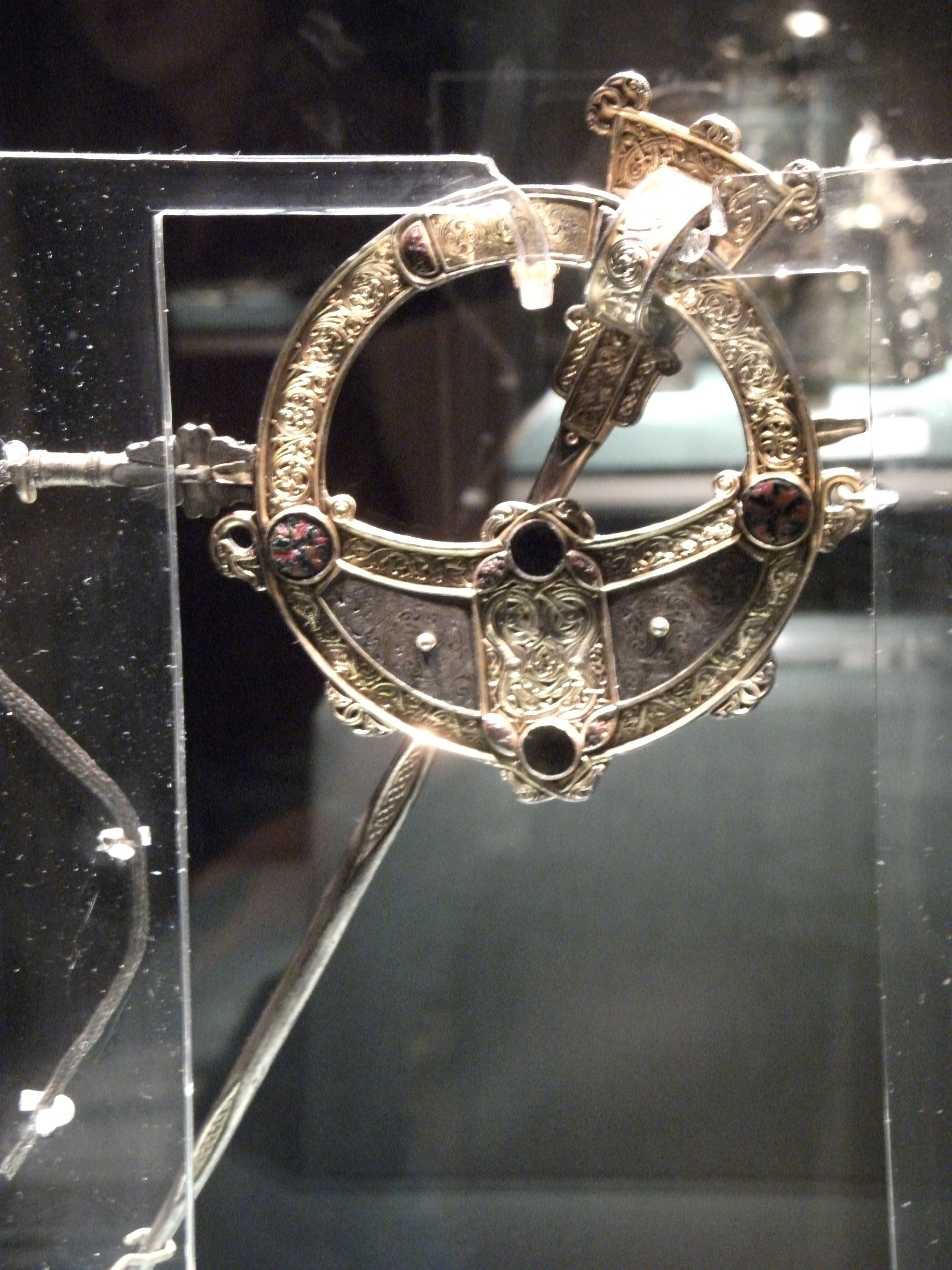
Broche Tara, v. 710 à 750.
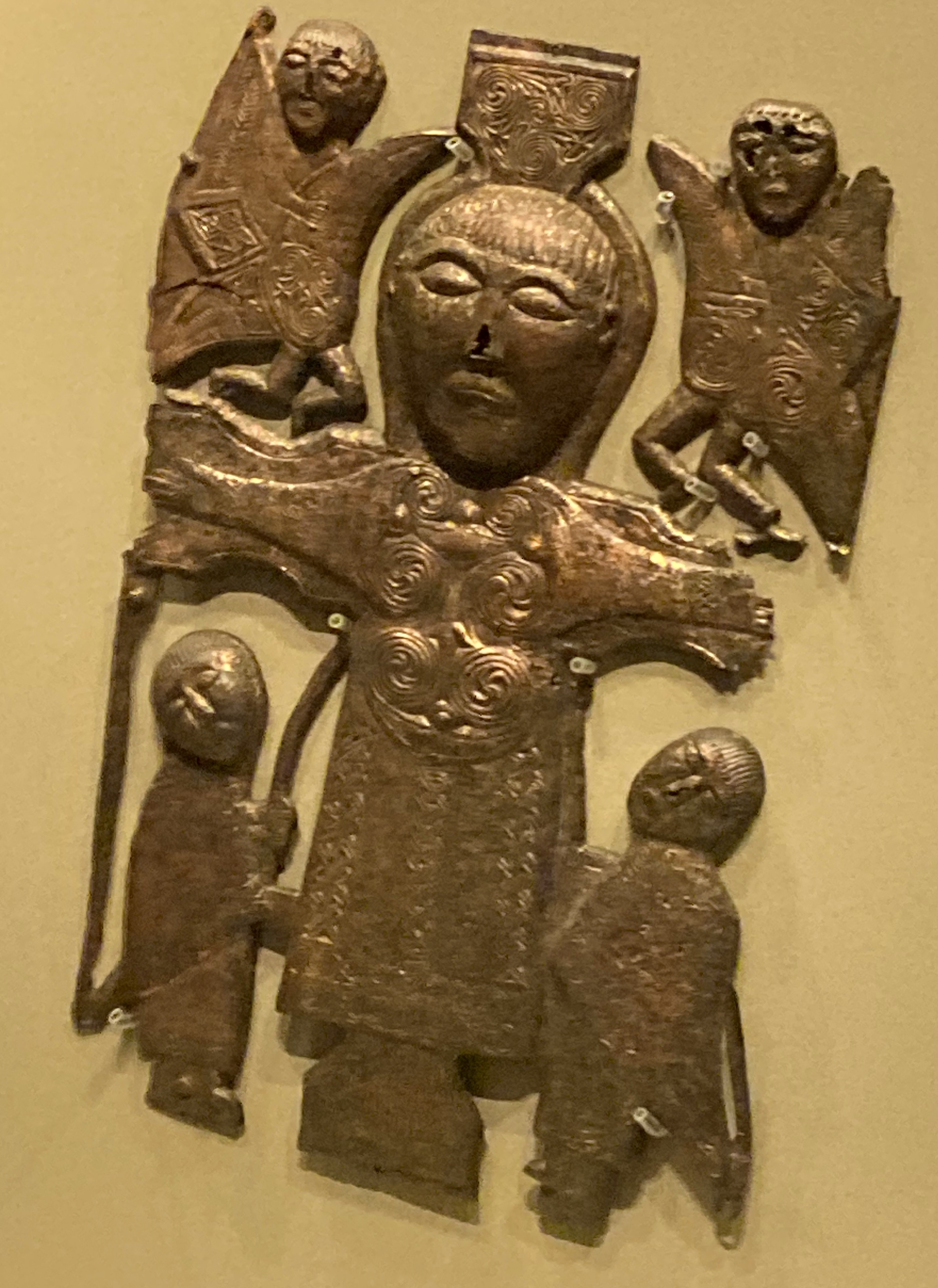
Plaque de crucifixion de Rinnegan, VIIIe siècle.
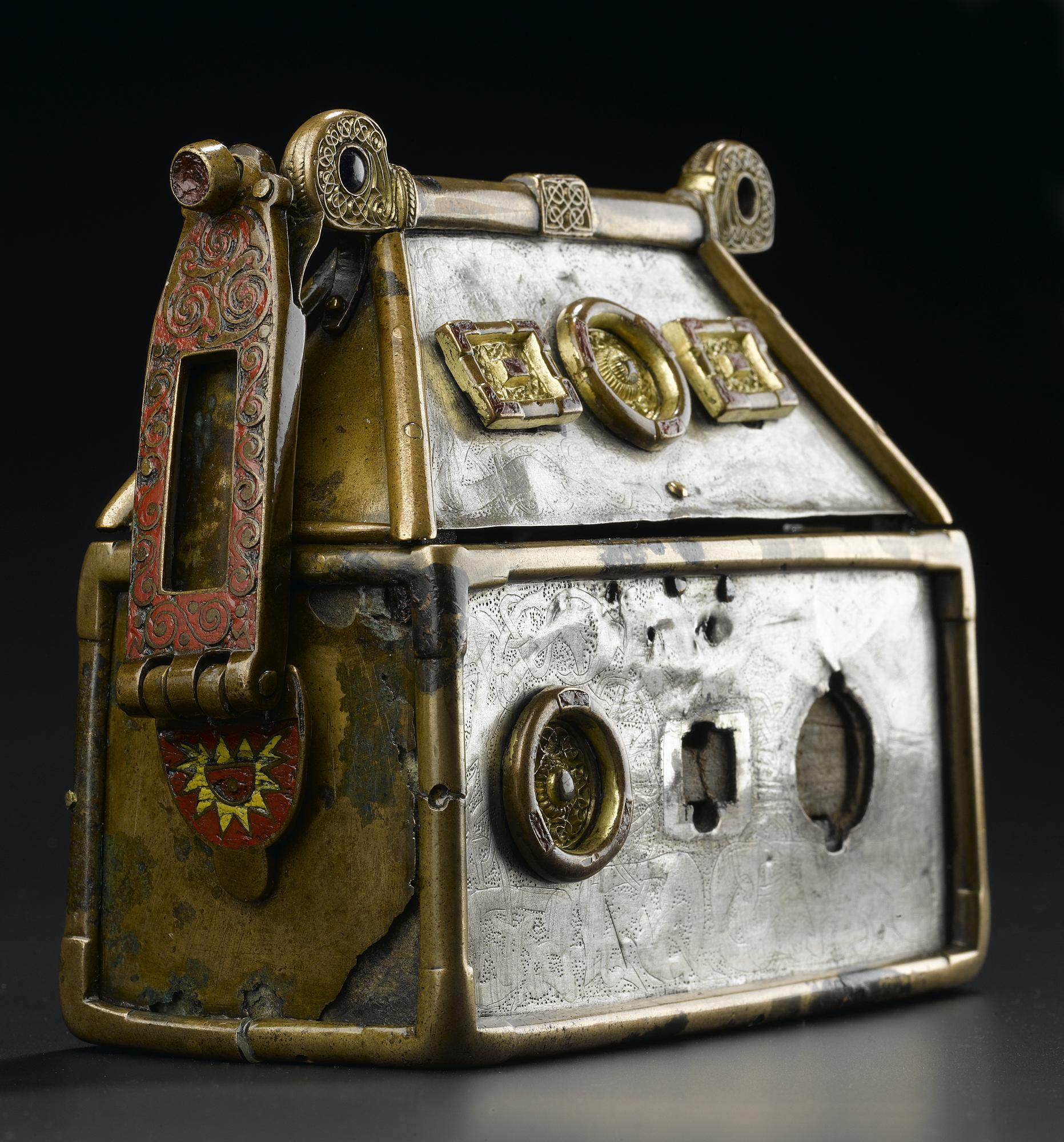
Reliquaire Monymusk, VIIIe siècle.
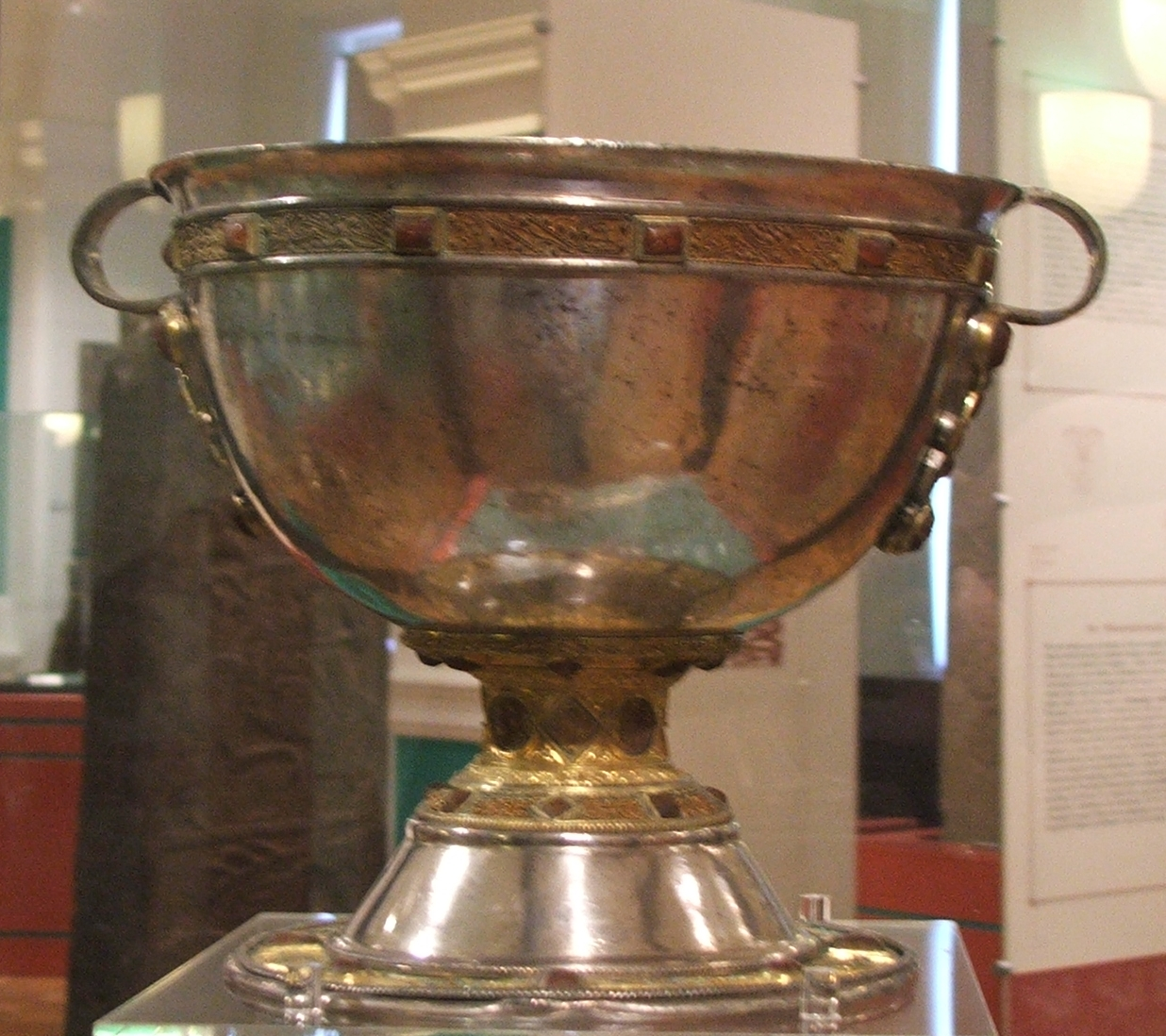
Calice de Derrynaflan, VIIIe ou IXe siècle.
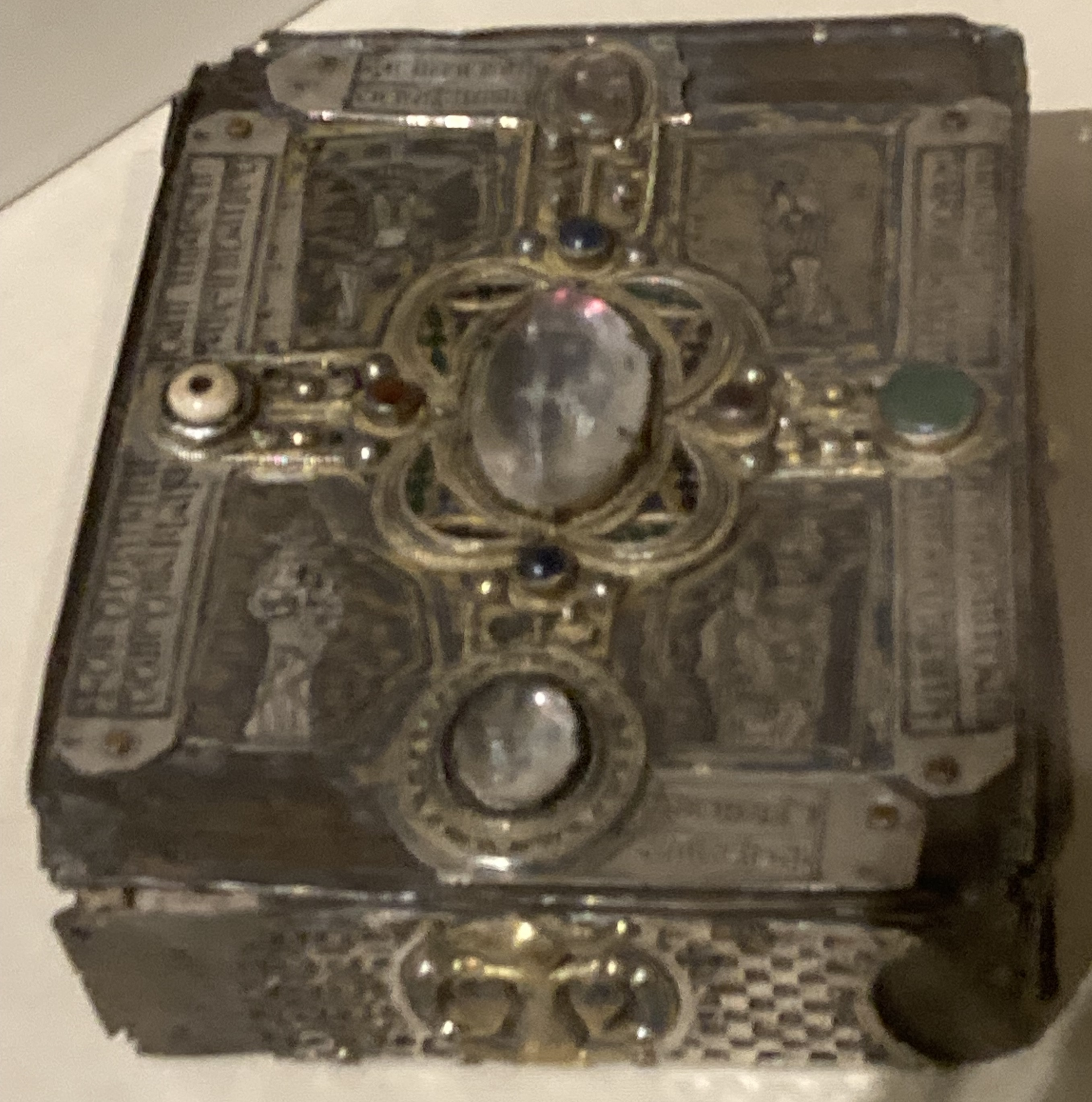
Cumdach du Missel de Stowe, v. 1026.
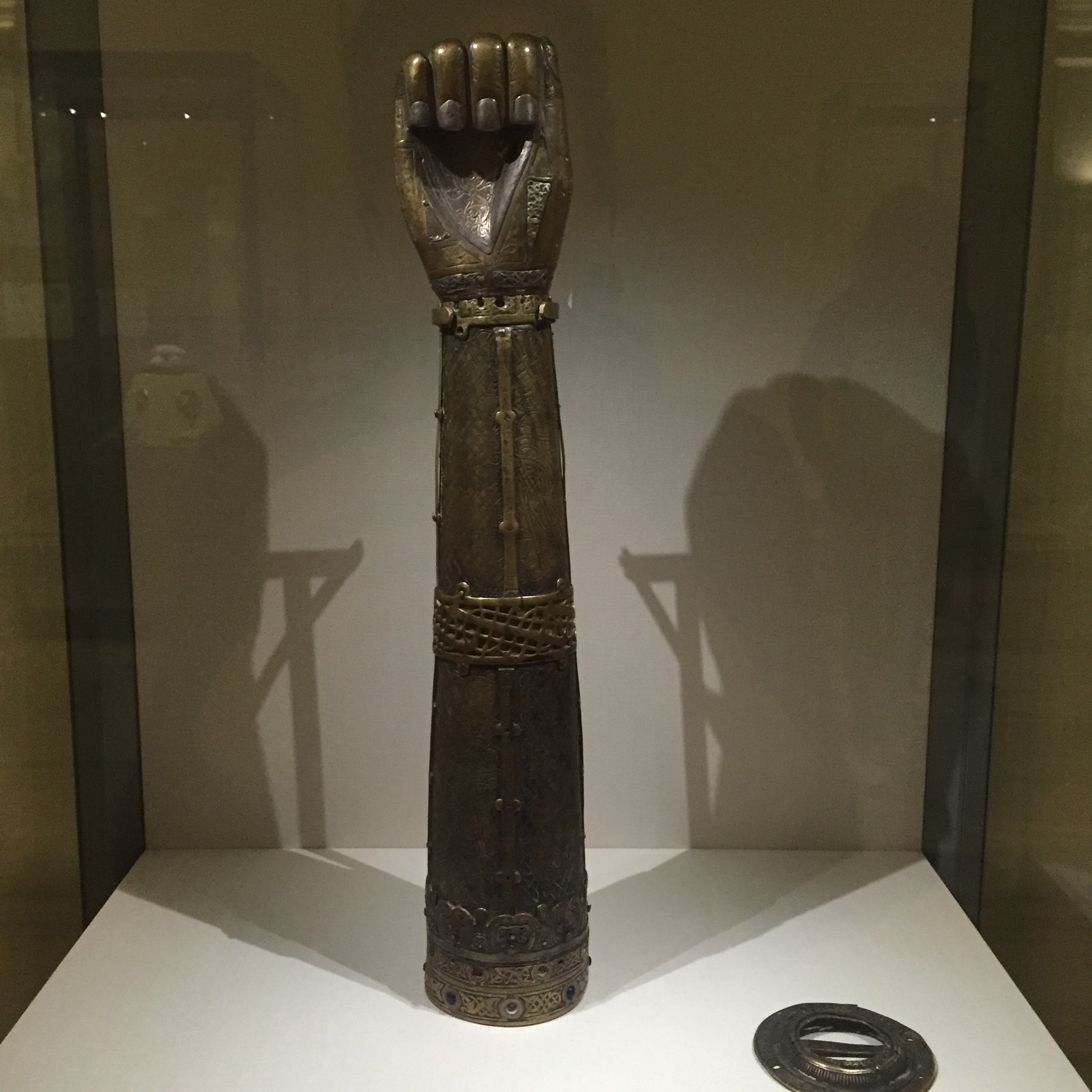
Reliquaire du bras de Saint Lachtin, début du Xe siècle.
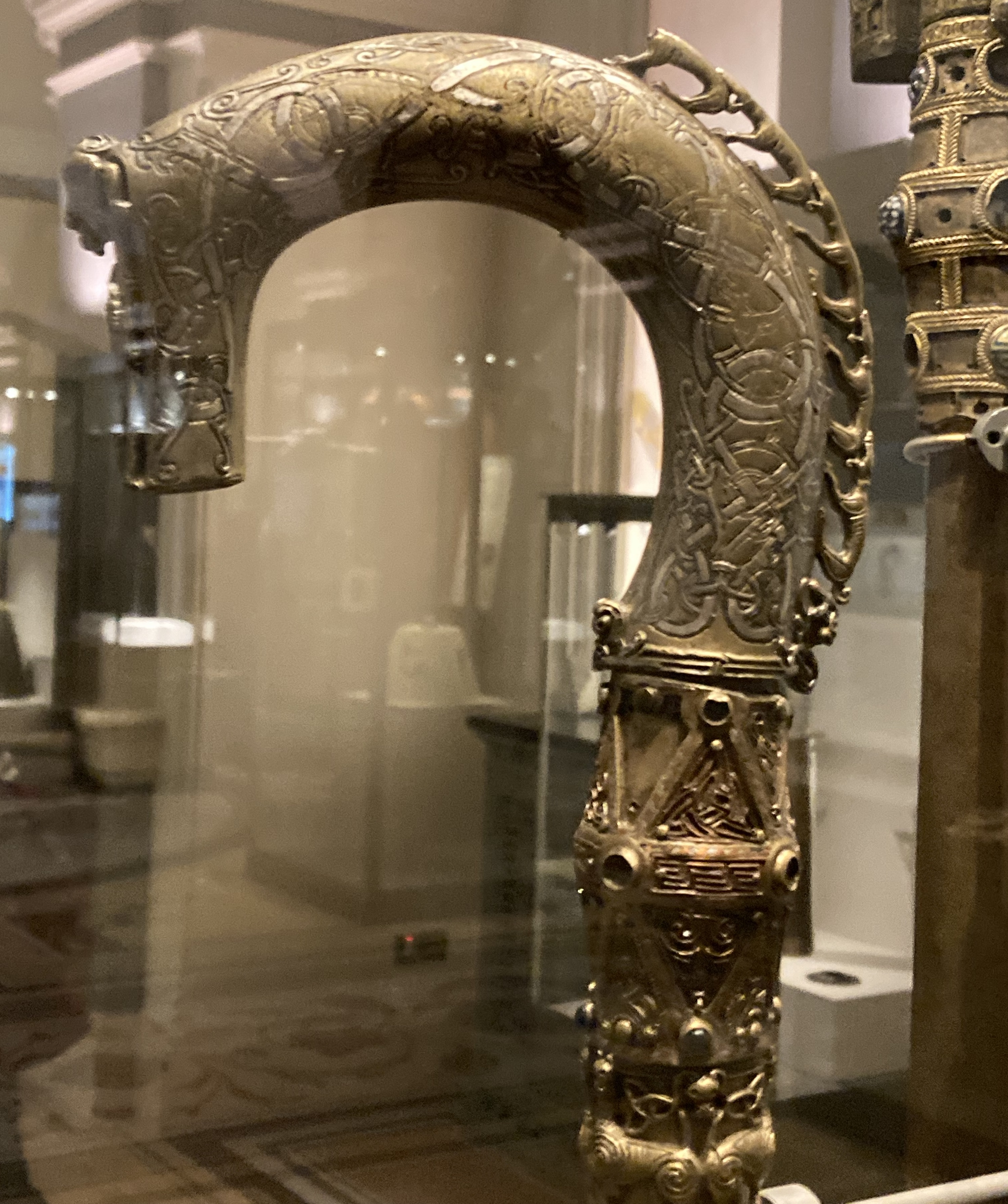
Crosse de Clonmacnoise, XIe siècle.
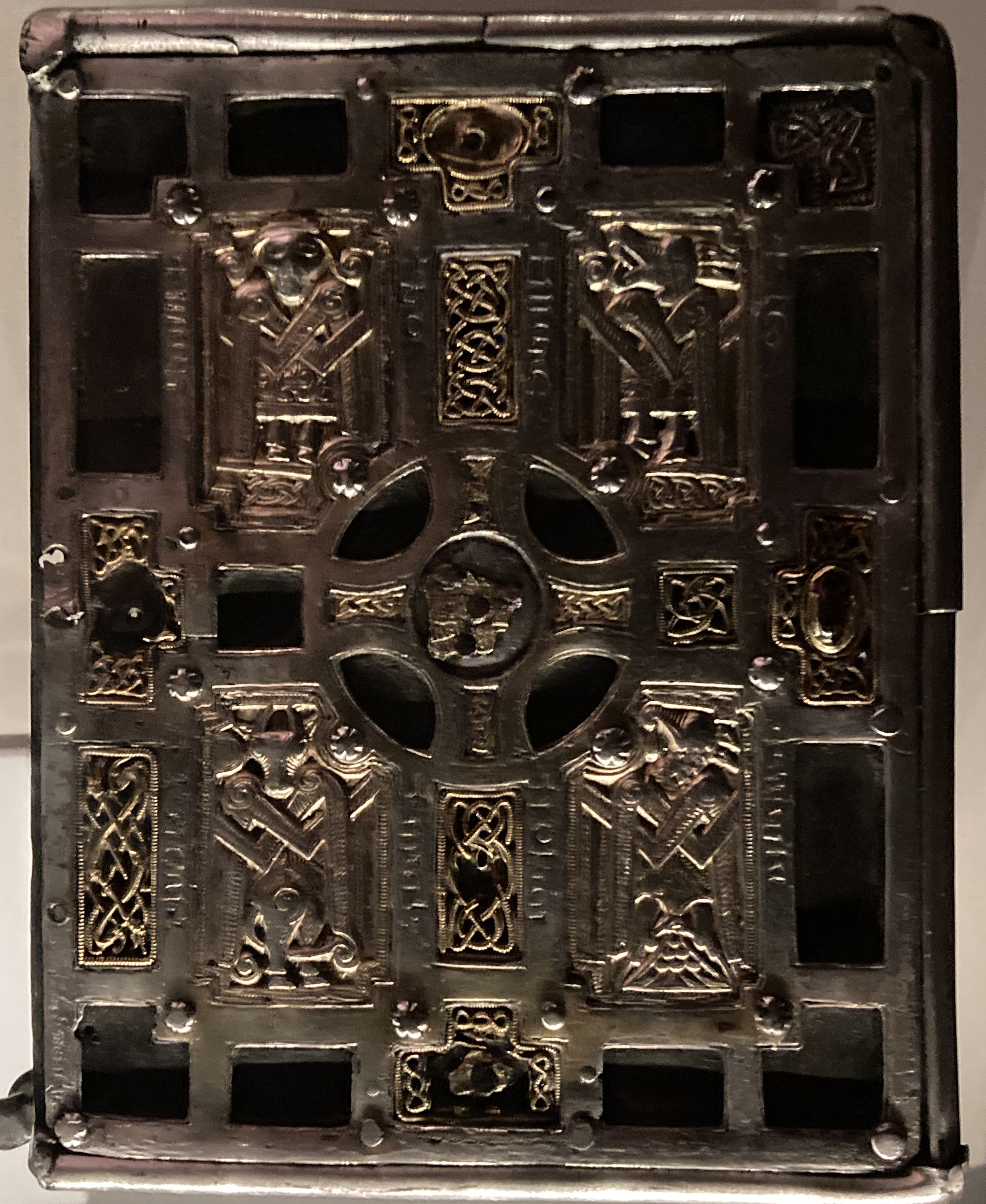
Soiscél Molaisse, ferronnerie ajoutée au XIe siècle.

## Manuscrits insulaires

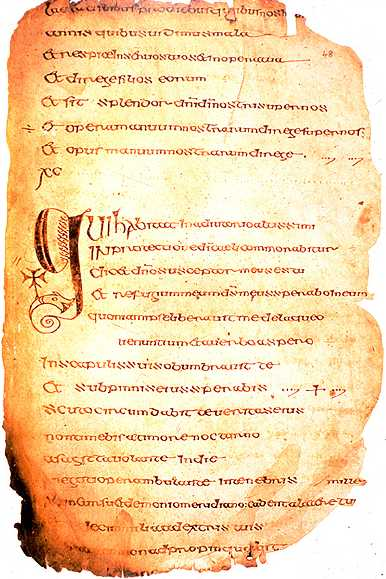
Cathach de Saint-Columba.

### Cathach de Saint-Columba
Le Cathach de saint Colomba est un psautier latin irlandais du début du VIIe siècle ou de la deuxième moitié du VIe siècle, peut-être le plus ancien manuscrit irlandais connu. Il ne contient que des lettres décorées, au début de chaque psaume, mais celles-ci présentent déjà des traits distinctifs : non seulement l'initiale, mais les premières lettres sont décorées, avec des tailles décroissantes. La décoration influence la forme des lettres et diverses formes décoratives sont mélangées de manière très peu classique. Les lignes sont déjà inclinées en spirale et se métamorphosent, comme dans l'exemple en illustration. En plus du noir, de l'encre orange est utilisée pour la décoration en pointillé. La tradition classique utilisant des lettres majuscules pour les initiales est tardive (dans les textes romains, il est souvent très difficile de séparer les mots), et bien qu'à cette époque, elles soient d'usage courant en Italie, elles sont souvent placées dans la marge de gauche, comme pour les couper du reste du texte. La tendance insulaire du décor à s'enfoncer dans le texte et à s'en emparer de plus en plus, est une innovation radicale. Le Bobbio Jérôme, copie manuscrite du Commentaire sur Isaïe attribué à saint Jérôme de Stridon conservée à la bibliothèque Ambrosienne, qui selon une inscription date d'avant 622, provient de l'abbaye de Bobbio, un centre de mission irlandais dans le nord de l'Italie, a une initiale plus élaborée avec une coloration montrant des caractéristiques insulaires encore plus développées. L'Ambrosiana Orosius, du même scriptorium et de date similaire, a la première page tapis, bien que relativement simple.

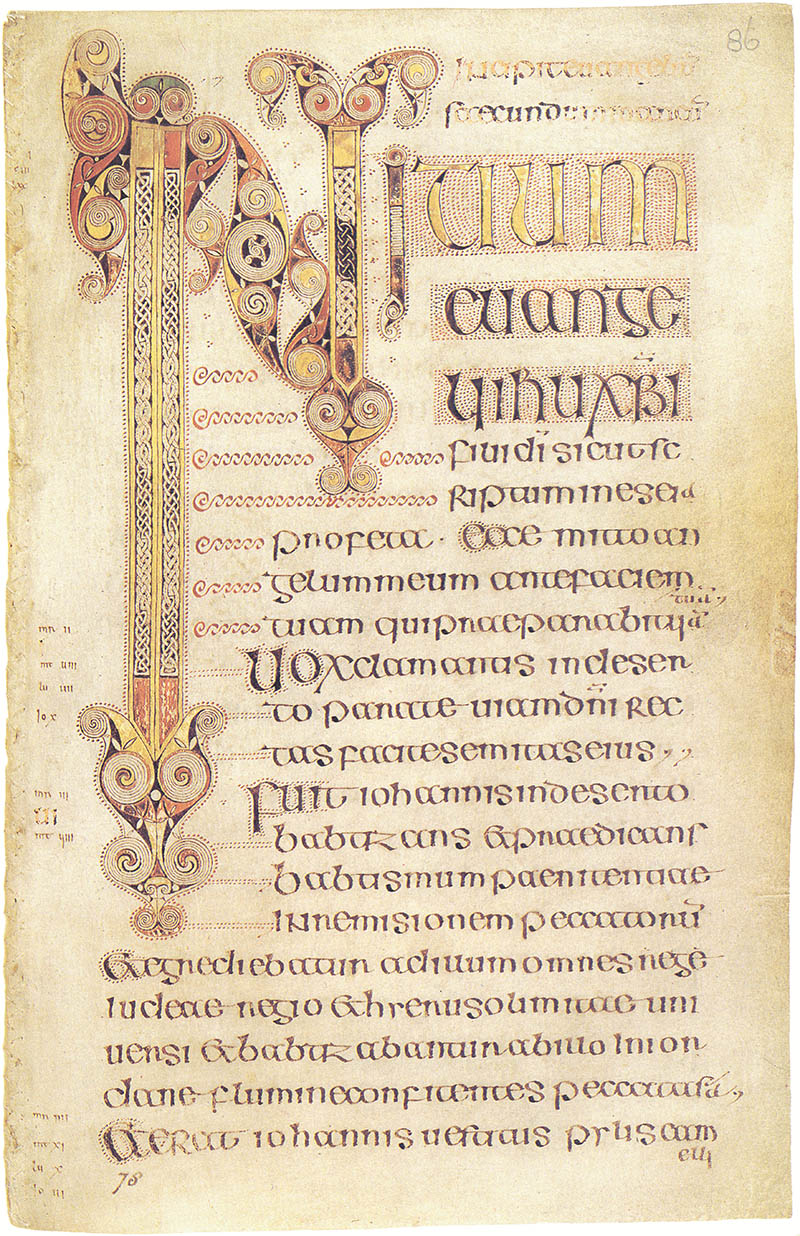
Début de l'Évangile de Marc du Livre de Durrow.

### Fragment d'évangiles de Durham
Le fragment d'évangiles de Durham est le premier manuscrit insulaire peint à avoir survécu, produit à Lindisfarne vers  650, dont seuls sept feuillets du livre subsistent, pas tous avec des enluminures. Des entrelacs y sont introduits et des motifs celtiques sont également utilisés, tirés de la ferronnerie.

### Livre de Durrow
Le Livre de Durrow est le plus ancien livre d'évangiles avec un programme complet de décoration (bien que tous n'aient pas survécu) : six page tapis, une miniature pleine page des symboles des quatre évangélistes, quatre miniatures pleine page des symboles des évangélistes, quatre pages avec de très grandes initiales et un texte décoré sur d'autres pages. De nombreux groupes d'initiales mineures sont décorés. Sa date et son lieu d'origine restent des sujets de débat : vers 650-690, Durrow en Irlande, Iona (Écosse) ou Lindisfarne étant les lieux les plus évidents. Les influences sur la décoration sont également très controversées, notamment en ce qui concerne les influences de l'art copte ou autres arts du Proche-Orient.
Après les grandes initiales, les lettres suivantes sur la même ligne, ou pour certaines lignes au-delà, sont décorées avec une taille plus petite. Les points autour de l'extérieur des grandes initiales sont très utilisés. Les figures sont très stylisées et certaines pages utilisent des ornements d'animaux entrelacés germaniques, tandis que d'autres utilisent le répertoire complet des spirales géométriques celtiques. Chaque page présente un ensemble différent et cohérent de motifs décoratifs. Seules quatre couleurs sont utilisées, mais le lecteur en est à peine conscient. Tous les éléments du style manuscrit insulaire sont déjà en place. L'exécution, bien que de haute qualité, n'est pas aussi raffinée que dans les meilleurs livres ultérieurs, ni l'échelle des détails aussi petite.

### Évangiles de Lindisfarne

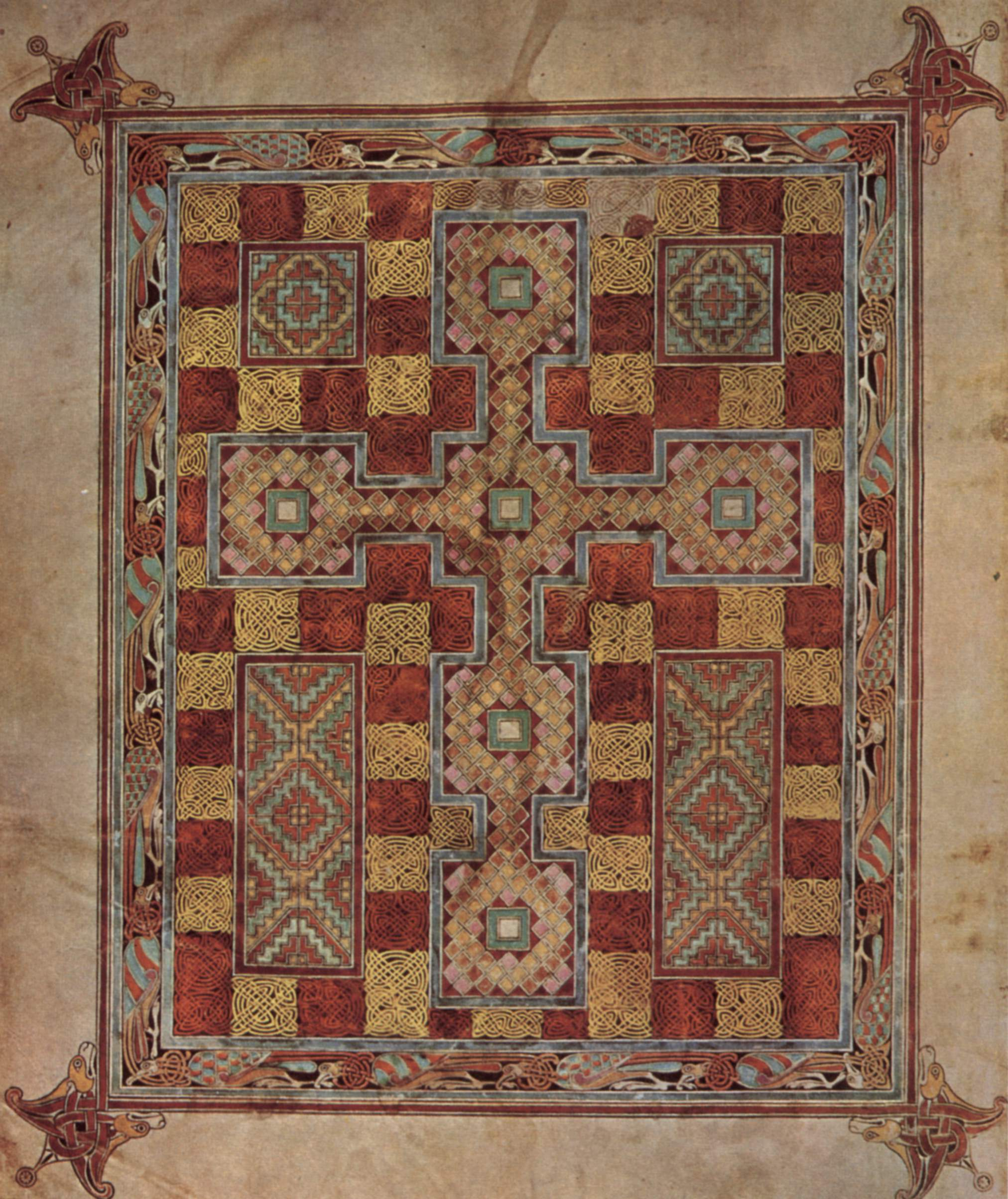
Page tapis des Évangiles de Lindisfarne.

Produits à Lindisfarne par Eadfrith, saint évêque de la ville entre environ 690 et sa mort en 721 (peut-être vers la fin de cette période), les Évangiles de Lindisfarne sont dans le style du Livre de Durrow, mais plus élaborés et plus complexes. Toutes les lettres des pages commençant les évangiles sont très décorées dans une seule composition, et de nombreuses ouvertures de deux pages sont conçues comme une unité, avec des pages tapis faisant face à un incipit (« Ici commence.. »), page initiale au début de chaque évangile. Eadfrith en était presque certainement à la fois le scribe et l'artiste. Quatre portraits des évangélistes sont clairement issus de la tradition classique mais traités sans aucun sens de la profondeur ; les bordures qui les entourent sont beaucoup plus simples que la décoration des pages de texte, et il y a clairement deux styles qu'Eadfrith n'essaie pas d'intégrer complètement. Les pages tapis sont extrêmement complexes et superbement exécutées .

### Évangéliaire de saint Chad
L'Évangéliaire de saint Chad, probablement réalisé à Lichfield vers 730 est un livre d'évangiles luxueux. Il contient huit grandes pages décorées, y compris une superbe page tapis croisée et des portraits des évangélistes Marc et Luc. Les évangiles de Matthieu et de Marc, et le début de celui de Luc subsistent. Depuis son époque au Pays de Galles, les pages incluent des marginalia représentant certains des premiers exemples d'écriture en vieux gallois. Le manuscrit se trouve à la Cathédrale de Lichfield depuis la fin du Xe siècle, à l'exception d'une brève période pendant la première révolution anglaise.

### Bède de Saint-Pétersbourg
Attribué à l'abbaye de Wearmouth-Jarrow en Northumbrie entre 730 et 746 environ, le Bède de Saint-Pétersbourg contient des lettres d'ouverture plus grandes dans lesquelles les styles de décoration en métal sont clairement visibles. De fines bandes d'entrelacs sont disposées à l'intérieur des membres des lettres. Il contient également la plus ancienne lettrine historiée, un buste probablement du pape Grégoire Ier, qui, comme certains autres éléments de la décoration, dérive clairement d'un modèle méditerranéen. La couleur est utilisée, bien que de manière relativement sobre.

### Livre de Kells
Habituellement daté d'environ 800, bien que parfois jusqu'à un siècle plus tôt, son lieu d'origine est contesté entre Iona et Kells (Meath), ou d'autres endroits. On pense aussi souvent qu'il a été commencée à Iona, puis s'est poursuivi en Irlande, après les perturbations causées par les raids vikings ; le livre survit presque intact mais la décoration n'est pas terminée, avec quelques parties seulement dans les grandes lignes. Il est beaucoup plus décoré que n'importe quel manuscrit précédent de n'importe quelle tradition, chaque page (sauf deux) comportant de nombreuses petites lettres décorées. Bien qu'il n'y ait qu'une seule page tapis, les initiales incipit sont si densément décorées, avec seulement quelques lettres sur la page, qu'elles assument plutôt cette fonction. Les figures humaines sont plus nombreuses qu'auparavant, quoique traitées de façon tout à fait stylisée, et étroitement entourées, voire ourlées, d'un décor aussi chargé que sur les premières pages. Quelques scènes telles que la Tentation et l'Arrestation du Christ sont incluses, ainsi qu'une Vierge à l'Enfant, entourée d'anges (la première Vierge d'un livre occidental). D'autres miniatures peuvent avoir été planifiées, ou exécutées et perdues. Les couleurs sont très vives et la décoration est pleine d'énergie, avec des formes en spirale prédominantes. L'or et l'argent ne sont pas utilisés.

### Autres livres

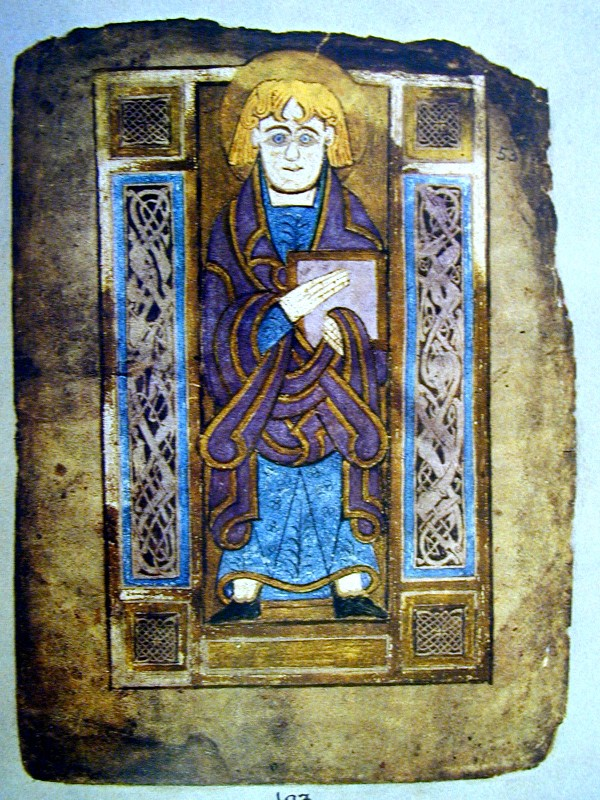
Saint Jean du Livre de Mulling.

Le livre d'évangile de poche est un type de livre insulaire particulier, inévitablement beaucoup moins décoré, mais dans plusieurs cas comportant des portraits d'évangélistes et d'autres décorations, comme le Livre de Mulling, le Livre de Deer, le Livre de Dimma, et le plus petit de tous, l'Évangéliaire de saint Cuthbert (maintenant à la British Library), un texte anglo-saxon du VIIe siècle de l'Évangile selon Jean, qui appartenait à saint Cuthbert de Lindisfarne et avait été enterré avec lui. Sa couverture en peau de chèvre magnifiquement ouvragée est la plus ancienne reliure occidentale à avoir survécu et un exemple pratiquement unique de maroquinerie insulaire, dans un excellent état de conservation.
Les manuscrits anglo-saxons et irlandais ont une finition distinctive de leur vélin, plus rugueuse par rapport à la surface lisse et polie du vélin continental contemporain et de tout le vélin de la fin du Moyen Âge. Il semble que, contrairement aux périodes ultérieures, les scribes copiant le texte étaient souvent aussi les artistes des enluminures, et pourraient inclure les personnalités les plus élevées des monastères.

### Mouvement vers l'art anglo-saxon
En Angleterre, l'attraction d'un style continental s'est opérée très tôt ; la mission grégorienne de Rome avait apporté avec elle l'Évangéliaire de saint Augustin et d'autres manuscrits maintenant perdus ; d'autres livres ont été importés du continent très tôt. Le Bède Cotton du VIIIe siècle présente des éléments mixtes dans la décoration, tout comme le Codex Aureus de Cantorbéry de la même période, probablement écrit à Canterbury. Tous ceux-ci et d'autres exemplaires du groupe de manuscrits « Tibère » ont été écrits au sud de la rivière Humber, mais le Codex Amiatinus, d'avant 716, de Jarrow, est écrit dans une belle écriture onciale, et sa seule illustration est conçue dans un style à l'italienne, sans décoration insulaire ; il a été suggéré que ce n'était que parce que le volume a été fait pour être présenté au pape. La datation est en partie connue par l'octroi de terres supplémentaires sécurisées pour élever le bétail, s'élevant à 2 000 têtes en tout, qui ont été nécessaires pour faire le vélin de trois Bibles complètes mais non illustrées, qui montre les ressources nécessaires pour faire les grands livres de la période.
De nombreux manuscrits anglo-saxons écrits dans le sud, et plus tard le nord, de l'Angleterre montrent de fortes influences insulaires jusqu'au Xe siècle ou au-delà, mais l'impulsion stylistique prédominante vient du continent européen ; les pages tapis sont absentes, mais de nombreuses grandes miniatures figuratives sont présentes. Des panneaux d'entrelacs et d'autres motifs insulaires continuent d'être utilisés comme élément dans les bordures et les cadres, finalement classiques dans leur dérivation. De nombreux manuscrits continentaux, en particulier dans les régions influencées par les missions celtiques, montrent également de telles caractéristiques jusqu'au début de la période romane. « Franco-saxonne » est un terme désignant une école d'enluminure carolingienne tardive du nord-est de la France qui utilisait une décoration de style insulaire, comprenant des initiales très grandes, parfois associées à des images figuratives typiques des styles français contemporains. Le « plus tenace de tous les styles carolingiens », il perdura jusqu'au XIe siècle.

### Héritage de l’art insulaire

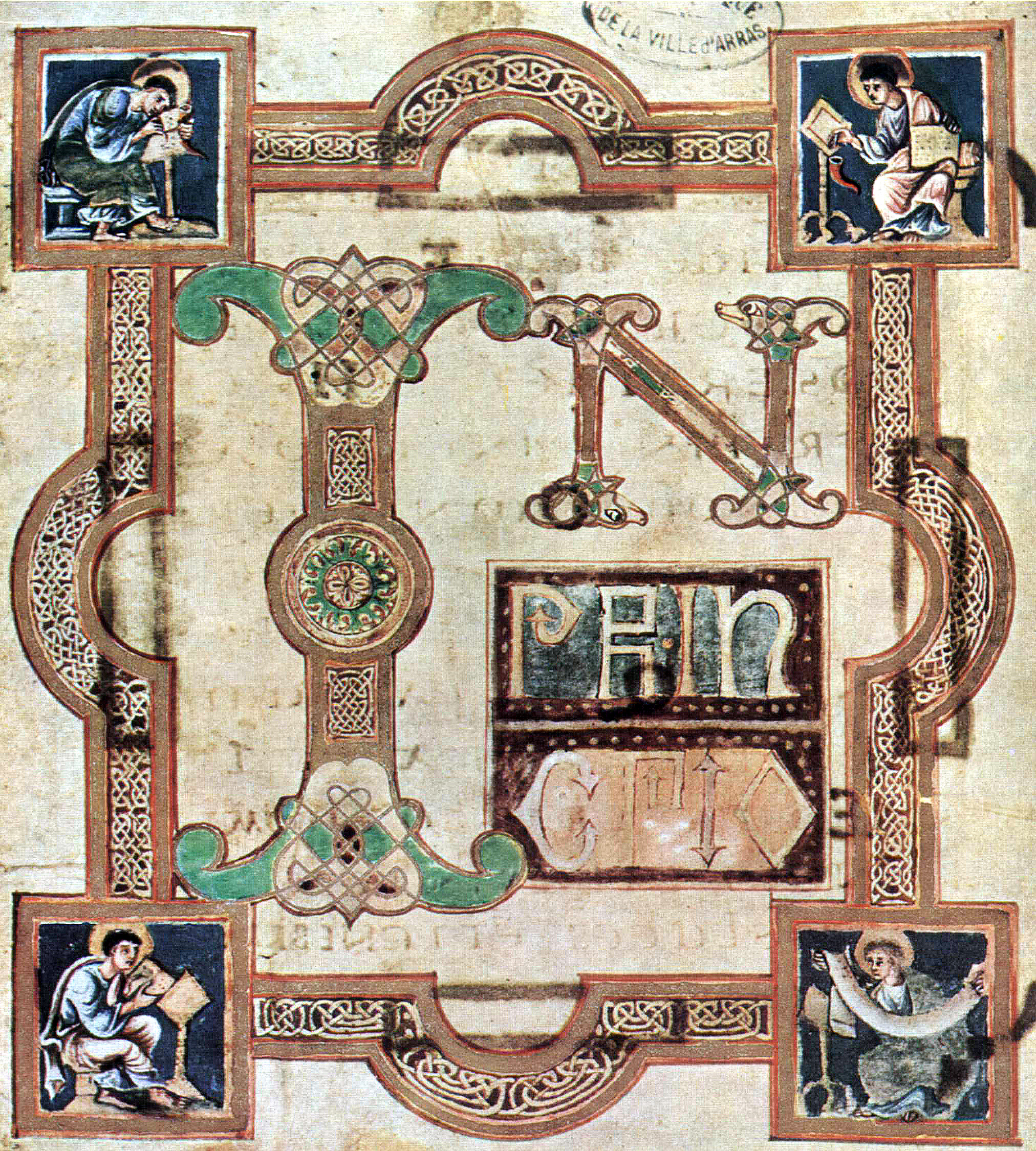
Incipit incipit carolingien franco-saxon du IXe siècle combinant une décoration insulaire avec des portraits classiques des évangélistes.

Le véritable héritage de l'art insulaire ne réside pas tant dans les caractéristiques stylistiques spécifiques évoquées ci-dessus, mais dans son éloignement fondamental de l'approche classique de la décoration, qu'il s'agisse de livres ou d'autres œuvres d'art. L'énergie à peine contrôlable de la décoration insulaire, en spirale à travers les cloisons formelles, devient une caractéristique de l'art médiéval ultérieur, en particulier de l'art gothique, dans des domaines où les motifs insulaires spécifiques sont à peine utilisés comme l'architecture. Le mélange du figuratif et de l'ornemental resta également caractéristique de toutes les enluminures médiévales postérieures ; en effet, pour la complexité et la densité du mélange, les manuscrits insulaires n'ont d'égal que quelques œuvres d'enluminure flamande tardive du XVe siècle. Ces caractéristiques sont toujours un peu plus prononcées dans le nord de l'Europe que dans le sud ; l'art italien, même à l'époque gothique, conserve toujours une certaine clarté classique dans la forme.
Une influence insulaire indubitable peut être vue dans les manuscrits carolingiens, même si ceux-ci essayaient également de copier le style impérial Romano-Byzantin. Des initiales très agrandies, parfois habitées, sont conservées, ainsi que des décors beaucoup plus abstraits que dans les modèles classiques. Ces caractéristiques se poursuivent dans les enluminures et les ferronneries ottoniennes et contemporaines françaises, avant que la période romane n'élimine davantage les contraintes classiques, en particulier dans les manuscrits et les chapiteaux des colonnes.

## Sculpture

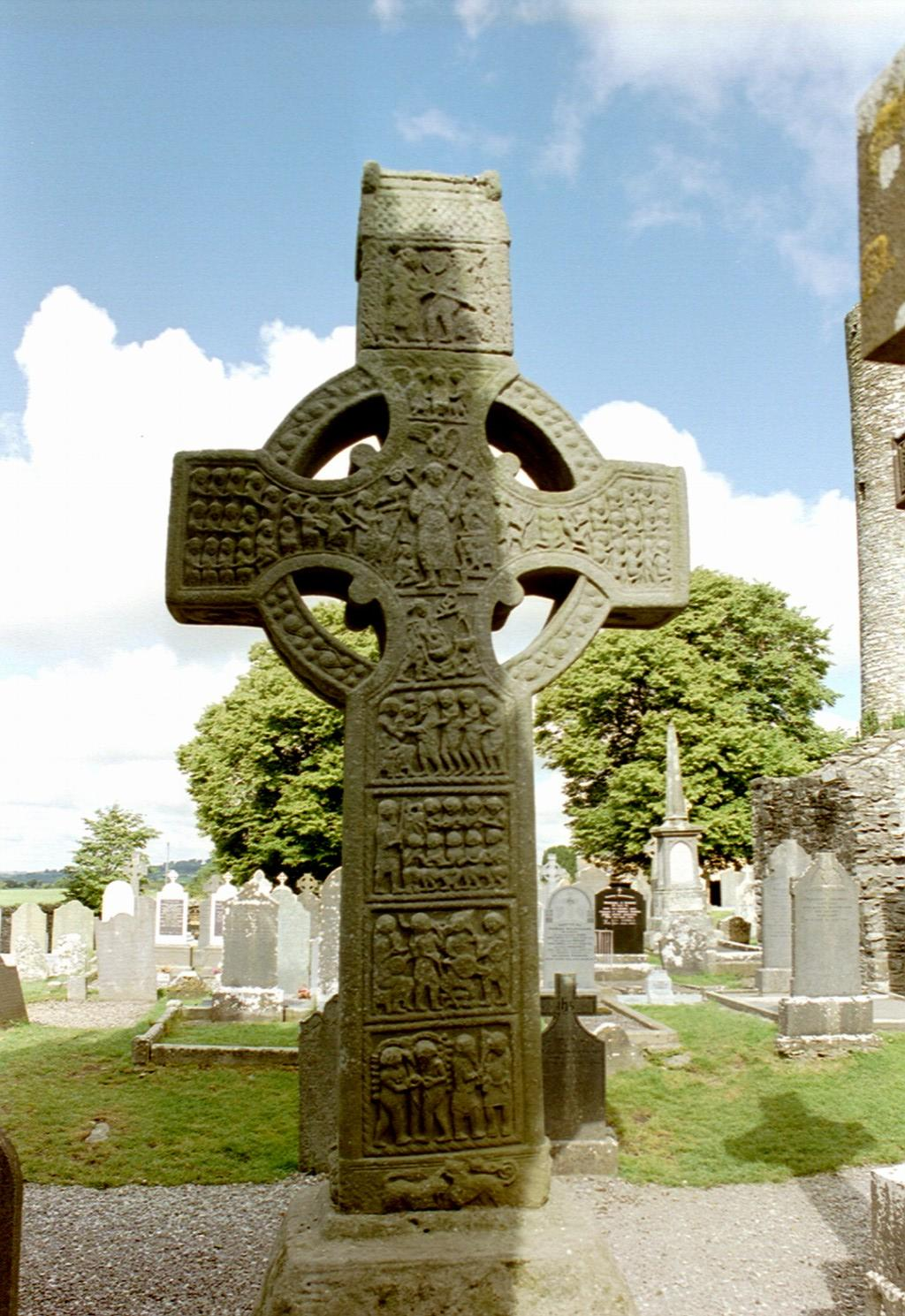
Croix de Muiredach, Monasterboice.

De grandes hautes croix en pierre, généralement érigées à l'extérieur des monastères ou des églises, apparaissent pour la première fois au VIIIe siècle en Irlande, peut-être à Carndonagh, Donegal, un site monastique avec des fondations ioniennes, apparemment plus tardives que les premières croix anglo-saxonnes, qui peuvent être du VIIe siècle. 
Les sculptures insulaires ultérieures trouvées dans toute la Grande-Bretagne et l'Irlande sont presque entièrement géométriques, tout comme la décoration des premières croix. Au IXe siècle, des figures sont sculptées et les plus grandes croix ont de très nombreuses figures dans des scènes sur toutes les surfaces, souvent de l'Ancien Testament du côté est et du Nouveau Testament à l'ouest, avec une crucifixion au centre de la croix. La croix de Muiredach du Xe siècle à Monasterboice est généralement considérée comme le summum des croix irlandaises. Dans les exemples ultérieurs, les figures deviennent moins nombreuses et plus grandes, et leur style commence à se confondre avec le roman, comme pour la croix de Dysert en Irlande.
La croix de Ruthwell en Northumbrie du VIIIe siècle, malheureusement endommagée par l'iconoclasme presbytérien, est la croix anglo-saxonne la plus impressionnante restante, bien que, comme pour la plupart des croix anglo-saxonnes, la tête de croix originale soit manquante. De nombreuses croix anglo-saxonnes étaient beaucoup plus petites et plus minces que les irlandaises, et n'avaient donc de place que pour des feuillages sculptés, mais la croix de Bewcastle, la croix d'Easby et la croix de Sandbach sont d'autres survivantes avec des zones considérables de reliefs figuratifs, avec des figures à plus grande échelle que tous les premiers exemples irlandais. Même les premiers exemples anglo-saxons mélangent une décoration en rouleau de vigne d'origine continentale avec des panneaux d'entrelacs, et plus tard, le premier type devient la norme, tout comme pour les manuscrits. Il existe des preuves littéraires d'un nombre considérable de croix de pierre sculptées dans toute l'Angleterre, ainsi que de pierres dressées, souvent comme pierres tombales, mais la plupart des vestiges se trouvent dans les comtés les plus au nord. Il existe des vestiges d'autres œuvres de sculpture monumentale dans l'art anglo-saxon, même des périodes antérieures, mais rien de comparable à l'Irlande.

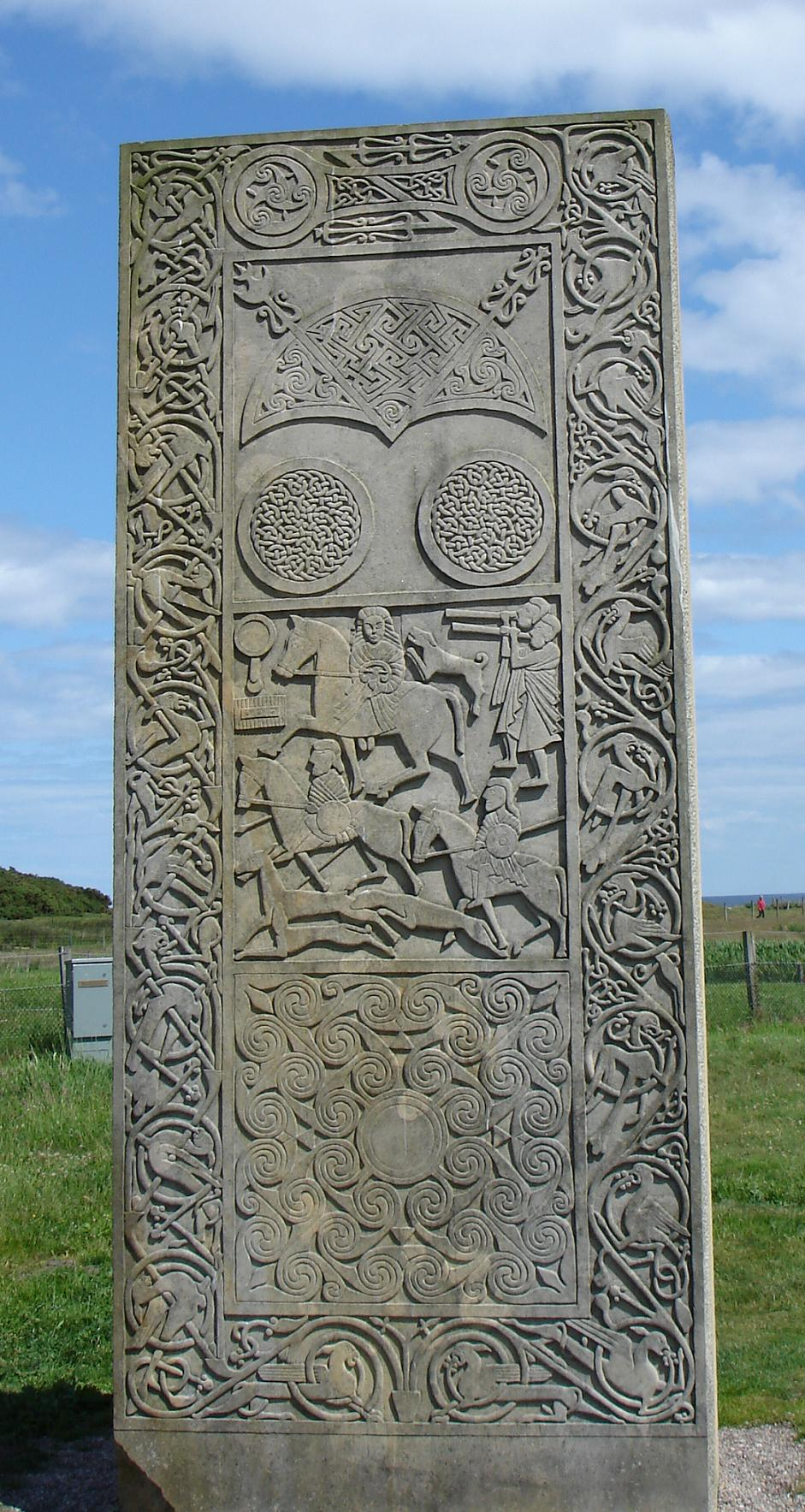
Réplique de la pierre Hilton de Cadboll, sculptée dans le style des pierres pictes de Ross, 800-900 après J.-C.

## Pierres dressées pictes
Les monuments de pierre érigés par les Pictes d'Écosse au nord de la ligne Clyde-Forth entre les VIe et VIIIe siècles sont particulièrement frappants dans leur conception et leur construction, sculptés dans le style typique de l'Easter Ross lié à celui de l'art insulaire, bien qu'avec une influence beaucoup moins classique. Les formes des animaux, en particulier, sont souvent étroitement comparables à celles trouvées dans les manuscrits insulaires, où ils représentent généralement les symboles des évangélistes, ce qui peut indiquer une origine picte pour ces formes, ou une autre source commune. Les sculptures proviennent à la fois des périodes païennes et paléochrétiennes ; les symboles pictes, encore mal compris, ne semblent pas avoir rebuté les chrétiens. L'objet et la signification des pierres ne sont que partiellement élucidés, bien que certains pensent qu'elles ont servi de mémoriaux personnels, les symboles indiquant l'appartenance à des clans, des lignées ou des parentés et représentant des cérémonies et des rituels anciens. La pierre d'Eassie et les pierres pictes de Ross en sont des exemples. Il est possible qu'elles aient eu des usages subsidiaires, tels que le marquage des territoires tribaux ou lignagers. Il a également été suggéré que les symboles pourraient avoir été une sorte de système d'écriture pictographique.
Il existe également quelques exemples de décorations similaires sur des bijoux en argent pictes, notamment le trésor de Norrie's Law Hoard, du VIIe siècle ou peut-être avant, dont une grande partie a été fondue lors de sa découverte et le trésor de l'île de Saint-Ninian du  VIIIe siècle, avec de nombreuses broches et bols. Les objets survivants de ces derniers sont maintenant détenus par National Museums Scotland.